# Орта-Даш
Орта-Даш (ранее — Средний Камень; азерб. Orta daş adası) — остров в Каспийском море, средне-восточного побережья Азербайджана. Один из островов Дашского архипелага. Высота острова невелика. Остров имеет длинную и узкую форму.